# Jean III (ou II) d'Alexandrie
Pour les articles homonymes, voir Jean II et Jean III.
Jean III (pour le patriarcat orthodoxe d'Alexandrie) ou Jean II (pour l'Église copte orthodoxe) d'Alexandrie fut patriarche d'Alexandrie monophysite de 505 au 22 mai 516.